# Nadia: The Secret of Blue Water
Nadia: The Secret of Blue Water (ふしぎの海のナディア, Fushigi no Umi no Nadia,  letterlijk "Nadia van de mysterieuze zeeën") is een Japanse animeserie gebaseerd op de werken van Jules Verne, vooral Twintigduizend mijlen onder zee en Het geheimzinnige eiland. De serie werd gemaakt door Toho van een idee door Hayao Miyazaki, en geregisseerd door Hideaki Anno van Gainax.
De serie liep 1 seizoen van 39 afleveringen. De serie is tevens op dvd uitgebracht.

## Verhaal
De serie draait om Nadia, een jonge tiener wier verleden grotendeels een mysterie is, en Jean, een jonge Franse uitvinder. In het begin van de serie worden de twee opgejaagd door juwelendieven die het voorzien hebben op Nadia's blauwe juweel. Nadia en Jean worden gered door kapitein Nemo, maar al snel blijkt er een nog grotere vijand in het spel te zijn: de Neo-Atlanteanen. De juwelendieven en de protagonisten slaan de handen ineen om deze gezamenlijke vijand te verslaan.
In de rest van de serie bevechten Nadia, Jean en Nemo de Neo-Atlanteanen, geleid door Gargoyle. Tevens wordt beetje bij beetje Nadia’s verleden duidelijk, evenals het geheim van haar juweel.

## Personages
Nadiaeen 14-jarige circusartiest en protagonist van de serie. Ze bezit een juweel dat een grote aantrekkingskracht lijkt uit te oefenen op juwelendieven. Ze is vegetariër en strikt tegen het doden van mensen of dieren. Tevens is ze achterdochtig tegenover alle volwassenen, vooral Nemo.
Jean Roque Raltiqueeen jonge Franse uitvinder. Hij is geduldig, vriendelijk, en geobsedeerd door wetenschap. Zijn vader was een handelaar die op zee is vermist, maar Jean weigert te geloven dat hij dood is. Zijn relatie met Nadia is een van de centrale thema's in de serie.
Marie en Carlsbergeen vierjarige wees gevonden door Nadia en Jean. Haar ouders zijn gedood door de Neo-Atlanteanen. De twee besluiten haar mee te nemen op hun reis.
Grandis Granvaeen vrouw afkomstig uit een rijke Italiaanse familie. Ze is nu echter bankroet en bovendien onterfd door haar familie. Ze is de leider van de "Grandis Gang", een trio van juwelendieven.
Sansoneen lid van de "Grandis Gang". Hij is zwaar gespierd, en kan zelfs de meeste mecha verslaan met zijn brute kracht.
Hansonhet brein van de "Grandis Gang". Hij is onder andere de maker van de Gratan, het multifunctionele voertuig van de bende.
NemoDe kapitein van de Nautilus en een mysterieuze man. Hij heeft een duister verleden en wordt gedreven door de obsessie om alle Neo-Atlanteanen te vernietigen. Later blijkt hij Nadia’s vader te zijn en de ware keizer van Atlantis.
ElectraEen wees die werd gered door kapitein Nemo, en nu zijn eerste stuurman is op de Nautilus.
GargoyleDe leider van de Neo-Atlanteanen, en de primaire antagonist van de serie. Hij wil de wereld veroveren, maar moet daarvoor eerst Nemo en de Nautilus vernietigen en bezit nemen van het mysterieuze “blauwe water”.

## Productie
Het concept van de serie werd reeds ontwikkeld in de jaren 70, toen Hayao Miyazaki werd ingehuurd door Toho om een televisieserie te bedenken. Een van zijn ideeën was Around the World Under the Sea, een bewerking van Jules Vernes Twintigduizend mijlen onder zee. Deze serie werd nooit gemaakt, maar Toho behield de rechten op het verhaal.
In 1989 werd Gainax door Toho toegewezen aan de productie van een nieuwe televisieserie. Het Gainax-team ontdekte Miyazaki's originele script voor Around the World Under the Sea, en gebruikte dit als basis voor The Secret of Blue Water.
De serie zou eigenlijk 26 afleveringen gaan tellen, maar door de grote populariteit kreeg Gainax het verzoek voor meer afleveringen. De productie van nieuwe afleveringen kwam pas laat op gang. Vanaf aflevering 11 werkte Anno 18 uur per dag aan de serie. Na aflevering 20 werd de serie door NHK tijdelijk stopgezet voor een nieuwsprogramma over de Golfoorlog. Een maand later werd de serie hervat vanaf aflevering 21. De productie verliep nog steeds traag, en Anno vroeg Shinji Higuchi om de regie over te nemen voor afleveringen 23 t/m 34, zodat hij zich kon concentreren op de laatste afleveringen.
Kort nadat de serie voor het eerst was uitgezonden in Japan, kochten Carl Macek en Streamline Pictures de rechten op de serie vanwege financiële problemen. Streamline bracht acht afleveringen uit op video in nagesynchroniseerde versie. In 1996 verliepen Streamlines rechten op de serie. Later kocht ADV Films de serie.
De serie werd opgevolgd door een film, die in 1992 in première ging.

## Ontvangst
De serie won de Animage Anime Grand Prix in 1990.